# ادواردو ساتینی
ادواردو ساتینی (انگلیسی: Edoardo Sottini؛ زادهٔ ۱۸ اوت ۲۰۰۲) بازیکن فوتبال است.

## دوران باشگاهی
در ۱۸ اوت ۲۰۲۱، سوتینی به باشگاه حاضر در سری سی، باشگاه فوتبال پیستویزه قرض داده شد.
در ۲۵ ژوئیه ۲۰۲۲، سوتینی به صورت قرضی به تریستیانا پیوست.
در ۳۱ ژانویه ۲۰۲۳، سوتینی با قرارداد قرضی جدیدی به آولینو نقل مکان کرد.